# Hedysarum fistulosum
Hedysarum fistulosum är en ärtväxtart som beskrevs av Hand.-mazz. Hedysarum fistulosum ingår i släktet buskväpplingar, och familjen ärtväxter. Inga underarter finns listade i Catalogue of Life.